# Nowa Huta (rejon wilejski)
Nowa Huta (biał. Новая Гута; ros. Новая Гута) – wieś na Białorusi, w obwodzie mińskim, w rejonie wilejskim, w sielsowiecie Chocieńczyce.

## Historia
W czasach zaborów wieś włościańska w okręgu wiejskim Ilia, w gminie Wiazyń,  w powiecie wilejskim, w guberni wileńskiej Imperium Rosyjskiego. W 1866 roku liczyła 58 dusz rewizyjnych, należała do dóbr skarbowych Ilia.
W latach 1921–1945 wieś leżała w Polsce, w województwie wileńskim, w powiecie wilejskim, w gminie Ilia.
Według Powszechnego Spisu Ludności z 1921 roku zamieszkiwało tu 212 osób, 18 było wyznania prawosławnego, a 194 prawosławnego. Jednocześnie 17 mieszkańców zadeklarowało polską, a 195 białoruską przynależność narodową. Było tu 35 budynków mieszkalnych. W 1931 w 45 domach zamieszkiwały 242 osoby.
Wierni należeli do parafii rzymskokatolickiej i prawosławnej w Ilji. Miejscowość podlegała pod Sąd Grodzki w Ilii i Okręgowy w Wilnie; właściwy urząd pocztowy mieścił się w Ilii.
W wyniku napaści ZSRR na Polskę we wrześniu 1939 miejscowość znalazła się pod okupacją sowiecką. 2 listopada została włączona do Białoruskiej SRR. Od czerwca 1941 roku pod okupacją niemiecką. W 1944 miejscowość została ponownie zajęta przez wojska sowieckie i włączona do Białoruskiej SRR.
W latach 1940–1957 siedziba sielsowietu Nowa Huta.
Od 1991 w składzie niepodległej Białorusi.